# Llista cronològica de filòsofs occidentals
En aquesta llista cronològica de filòsofs occidentals s'hi inclouen personatges que, tot i no ser considerats purament com a filòsofs, han influït de manera important en el pensament occidental. Per la mateixa raó, també hi ha pensadors que no pertanyen estrictament a l'àmbit geogràfic i filosòfic d'Occident, però que l'han marcat directament o indirecta. La llista s'atura pels volts dels anys 1950 - 1960; per als filòsofs següents, vegeu la categoria dels filòsofs contemporanis.

## 600-500 aC
- Tales de Milet (ca. 624-546 aC) - escola de Milet, recerca no religiosa de l'arque (origen de les coses)
- Anaximandre de Milet (c. 610-546 aC) - escola de Milet, concepte d'apeiron
- Anaxímenes de Milet (c. 585-525 aC) - escola de Milet, creació de les coses pel contrast condensació-rarefacció
- Pitàgores (c. 580-500 aC) - mística dels nombres, immortalitat de l'ànima
- Xenòfanes de Colofó (c. 570-480 aC) - escola d'Elea, creu que no es pot conèixer la realitat
- Heràclit d'Efes (c. 535-475 aC) - noció de panta rei, "tot flueix, res s'està quiet"
- Parmènides d'Elea (c. 515-450 aC) - el que és és un i immutable; les aparences enganyen (influència capital en el pensament occidental)

## 500-400 aC

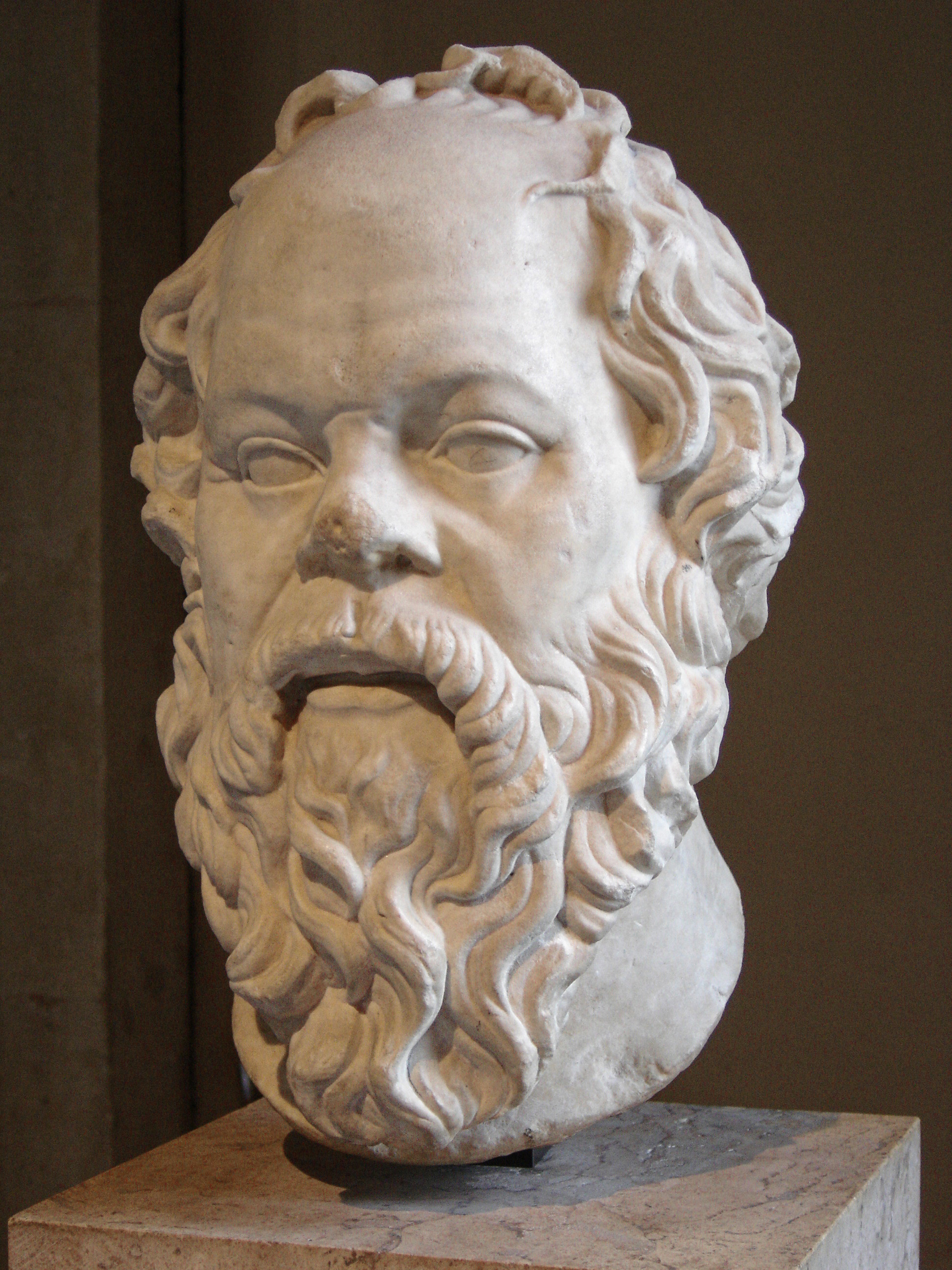
Sòcrates

- Anaxàgores (c. 500-428 aC) - atomisme, concepte del nous
- Zenó d'Elea (c. 490-430 aC) - eleàtic famós per les seves apories
- Empèdocles (c. 490-430 aC) - pluralista; teoria dels quatre elements primers moguts per la dialèctica amor-odi
- Ió de Quios (c. 490/480-c. 420 aC)
- Protàgores (c. 481-420 aC) - relativisme; els contraris com a motor de la realitat
- Hípies d'Elis (segle v aC) - sofista; contraposició entre llei natural i llei social
- Gòrgies de Leontins. (c. 483-375 aC) - sofista
- Sòcrates (ca. 470-399 aC)
- Leucip (segle v aC) - atomista
- Demòcrit d'Abdera (c. 450-370 aC) - atomista
- Arquelau Físic
- Melissos de Samos
- Antístenes d'Atenes (c. 444-365 aC) - fundador de l'escola cínica
- Arístip de Cirene (c. 435-366 aC)
- Xenofont (c. 427-355 aC)
- Plató (c. 427-347 aC)
- Cràtil
- Echecrates
- Timeu de Locres

## 400-300 aC

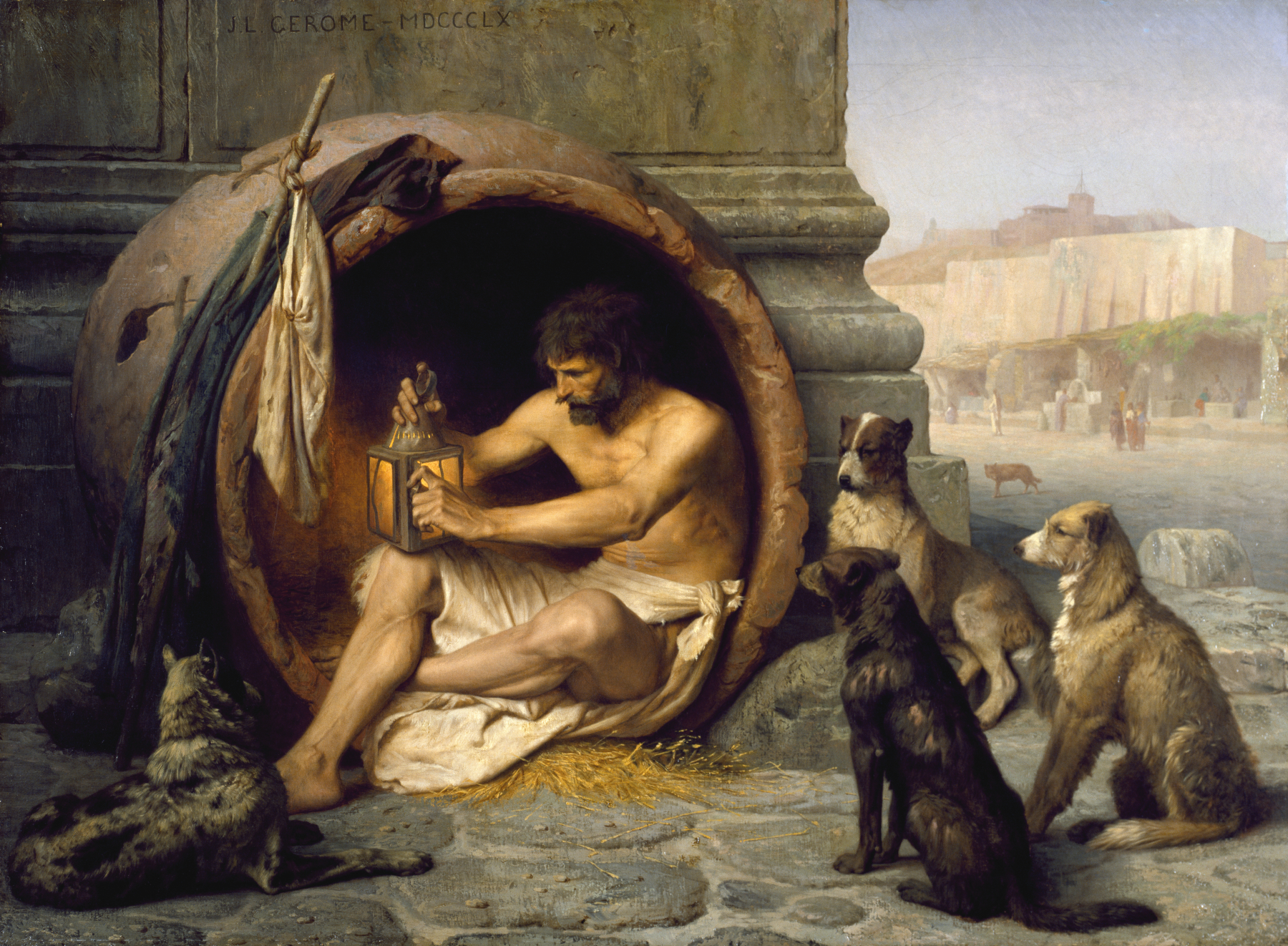
Diògenes de Sinope.

- Diògenes de Sinope (c. aprox. 399-323 aC) - cínic.
- Xenòcrates de Calcedònia (c. 396-314 aC) - deixeble de Plató
- Aristòtil (c. 384-322 aC)
- Pirró d'Elis (c. 360-270 aC) - fundador de l'escepticisme.
- Estrató de Làmpsac (ca. 340 - ca. 268 aC)
- Epicur (c. 341-270 aC)
- Zenó de Cítion (c. 333-264 aC) - fundador de l'estoïcisme
- Euclides (c. 325-265 aC) - pare de la geometria
- Timó de Flios (c. 320-230 aC) - escèptic

## 300 aC-0
- Crisip de Soli (c. 280-207 aC)
- Carnèades (c. 214-129 aC)

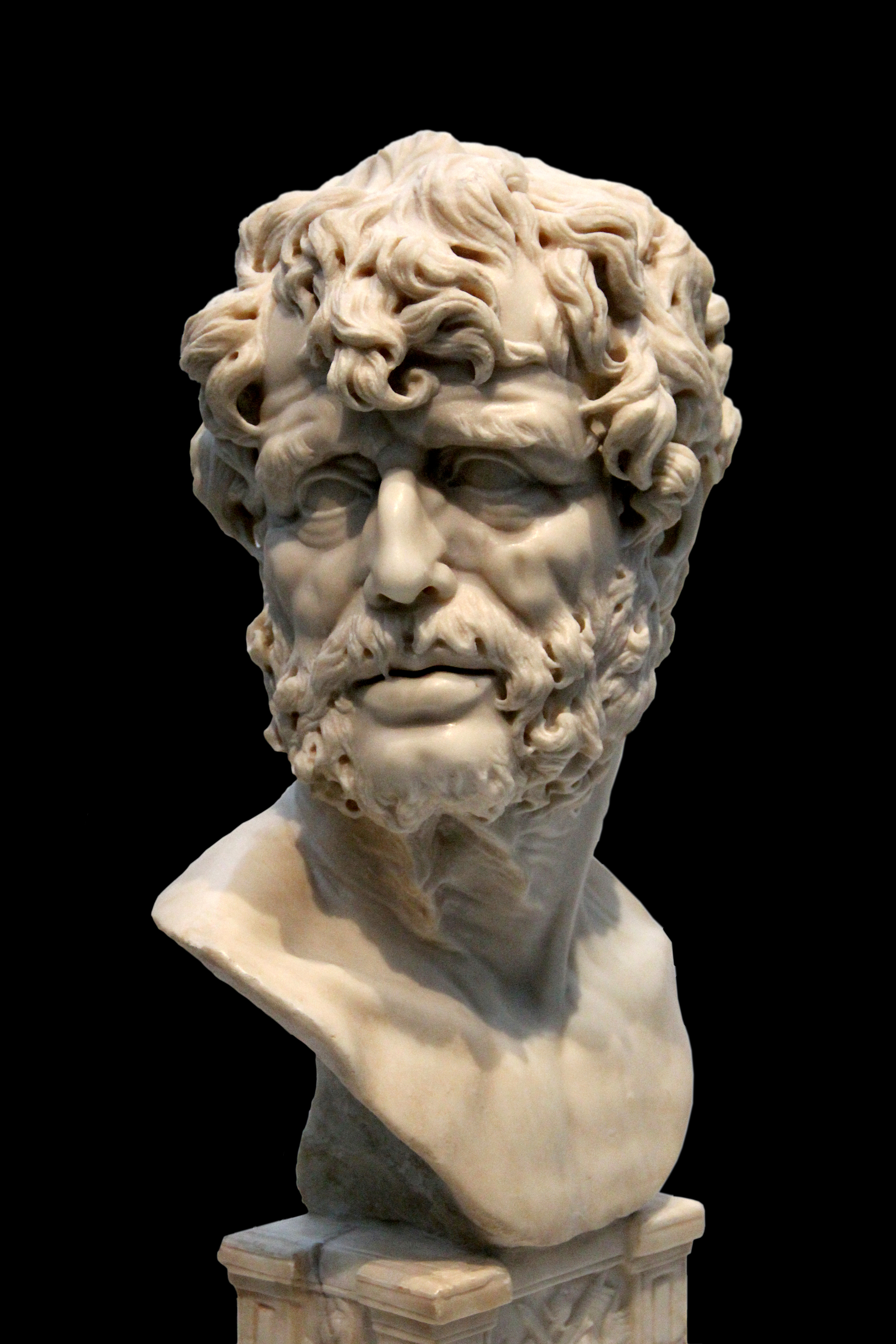
Bust representant Sèneca el jove, Museu del Prado

- Ciceró (106 aC-43aC) - eclecticisme
- Lucreci (c. 99-55 aC) - epicurià i atomista
- Filó d'Alexandria (c. 20 aC-40 dC) - síntesi entre judaisme i platonisme, defensà una interpretació al·legòrica de les Escriptures, influencià la filosofia cristiana
- Sèneca (ca. 4 aC-65 dC) - estoic

## 0-500
- Epictet de Hieràpolis (c.55-135) - estoic
- Marc Aureli (121-180) - estoic
- Numeni d'Apamea (c. 150 - c. 200) - precursor del neoplatonisme (influït per la filosofia oriental?)
- Sext Empíric (segle II) - escèptic, pirronista
- Plotí (ca. 205-270) - sintetitza el neoplatonisme, visió holística del món (tot és un)
- Porfiri (c.232-304) - deixeble de Plotí
- Iàmblic de Calcis (ca. 245-325) - neoplatonista, adoptà la teúrgia
- Agustí d'Hipona (c. 354-430) - Pare de l'Església, noció de "pecat original"
- Hipàcia (c.355-415) filòsofa neoplatònica
- Procle (c. 412-485) - neoplatonista

## 500-800
- Boeci (c. 480 - 524) - filosofia cristiana, estudia el problema dels universals
- Joan Filopò (c. 490 - 570) - filosofia cristiana, critica el mètode aristotèlic i neoplatònic

## 800-900
- Al-Kindí (c. 801-873) - filòsof àrab, figura major de la filosofia islàmica, redescobreix el neoplatonisme
- Abbàs ibn Firnàs (810 - 887) - filosofia islàmica, divulgador científic
- Joan Escot Eriúgena (815-877) - teologia cristiana, pelagianista, neoplatònic, panteisme
- Al-Battaní (≈858 - 929) - astrònom turc (influencià Copèrnic)
- Ibn Massarra (883-931) - pioner del sufisme a l'Àndalus

## 900-1000
- Al-Farabí (c. 870-950) - neoplatonista i matemàtic
- Saadia Gaon (c. 882-942) - filosofia hebraica; oposat al caraisme, integra els mètodes de la filosofia grega (kalam jueu)
- Ar-Razí (c. 865-925) - Filòsof persa racionalista; precursor de la medicina experimental i de la pediatria
- Màslama al-Majrití (950-1008) - traductor a l'àrab de Ptolemeu i divulgador científic
- Ibn al-Hàytham (Alhazen) (965-1040) - Filòsof i erudit persa, considerat un dels pares del mètode científic
- Al-Biruní (973-1048) - Filòsof persa, gran divulgador de les ciències, heliocentrisme
- Ibn Sina (Avicenna) (c. 980-1037) - Filòsof islàmic persa de l'escola de Bagdad; aristotelisme, neoplatonisme, problema fe-raó. Gran influència en l'escolàstica
- Ibn Hazm (994-1064) - aristotelisme

## 1000-1100
- Ibn Gabirol (Avicebró) (c. 1021-1058) - aristotelisme i neoplatonisme
- Az-Zarqalí (Azarquiel) (1029-1087) - astrònom (influencià Copèrnic)
- Manegold de Lautenbah (c.1030-1103) - polèmica de les investidures
- Anselm de Canterbury (c. ~1034 - 1109) - filosofia cristiana; argument ontològic a favor de l'existència de Déu.
- Roscelin de Compiègne (~1050 - ~1122) - fundador del nominalisme
- Al-Ghazalí (c. 1058-1111) - teòleg islàmic persa; superioritat de la intuïció sobre la raó, misticisme
- Abu-s-Salt ad-Daní (1067-1134) - aristotèlic, pioner de la filosofia islàmica a l'Àndalus
- Yehudà ha-Leví (1070-1141) - filosofia hebraica
- Pere Abelard (c. 1079-1142) - escolàstic, estudia el problema dels universals
- Ibn Bajja (Avempace) (aprox. 1080-1138) - reuneix l'aristotelisme, el neoplatonisme i la mística
- Abraham ben Meir ibn Ezra (Abenezra) (1089-1164) - filosofia hebraica

## 1100-1200
- Pere Llombard (c. 1100-1160) - escolàstic
- Abraham ibn Daud (ca. 1110-1180) - aristotèlic
- Ibn Tufayl (Abentofail) (1110-1185) - unió entre raó i fe religiosa
- Ibn Ruixd (Averrois) (c. 1126-1198) - comentaris sobre Aristòtil i Plató; la veritat es pot atènyer per dos camins: la fe i la raó (averroisme)
- Alain de Lille (1128 - 1202) - filosofia cristiana, moralista
- Maimònides (c. 1135-1204) - filosofia hebraica, aristotelisme
- Ibn al-Arabí (1165-1240) - sufisme andalusí
- Robert Grosseteste (c. 1175-1253) - filosofia cristiana, defensor del mètode científic
- Francesc d'Assís (c. 1182-1226) - ascetisme
- Alexandre de Hales (1183-1245) - escolàstic, franciscà
- Albert Magne (c. 1193-1280) - escolàstic, empirisme primerenc
- Bonastruc ça Porta (1194-1270) - cabalista i talmudista

## 1200-1300
- Roger Bacon (c. 1214-1294) - empirisme, matemàtic
- Tomàs d'Aquino (c. 1221-1274) - filosofia cristiana (coneixement sensible-coneixement intel·lectual)
- Bonaventura de Bagnoregio (c. 1225-1274) - franciscà
- Ramon Llull (c. 1236-1315) - teòleg franciscà, moral cavalleresca, mística superior a la raó (lul·lisme)
- Siger de Brabant (c. 1240-1280s) - averroista
- Boeci de Dàcia - averroista, aristotèlic
- Joan Duns Escot (c. 1266-1308) - franciscà, escolàstica
- Mestre Eckhart (c. 1260-1328) - misticisme
- Marsili de Pàdua (c. 1270-1342) - averroisme de Pàdua, separació dels poders civil i religiós
- Guillem d'Occam (c. 1288-1348) - franciscà, escolàstic, nominalista, creador de la navalla d'Occam
- Gersònides (c. 1288-1344) - filosofia hebraica; intel·ligència universal diferenciada de Déu

## 1300-1400
- Jean Buridan (c. 1300-1358) - nominalista
- Nicolau Oresme  (c. 1320-5 - 1382)  - nominalista, divulgador científic, precursor de la teoria de la percepció
- Francesc Eiximenis (c.1330-1409) - franciscà
- John Wycliffe (c.1320-1384) - escolàstic
- Ibn Khaldun (1332-1406) - Filòsof d'Ifríqiya, considerat el pare de la historiografia, la sociologia i l'economia modernes.
- Hasdai Cresques (c. 1340-~1411) - filosofia hebraica, racionalista
- Ramon Sibiuda (1385-1436) - evolució del lul·lisme vers l'humanisme

## 1400-1500
- Joan Bulons (segle XV) - lul·lista
- Nicolau de Cusa (c. 1401-1464) - filosofia cristiana.
- Lorenzo Valla (c. 1406-1457) - humanista, critica la lògica escolàstica
- Gabriel Biel (1425-1495) - nominalisme, economia
- Pico della Mirandola (c. 1463-1494) - humanista
- Pere Daguí (mort el 1500) - lul·lista
- Erasme de Rotterdam (c. 1466-1536) - humanisme, advocava pel lliure albir
- John Mair (1469-1550) -
- Nicolau Maquiavel (c. 1469-1527) - realisme polític
- Nicolau Copèrnic (c. 1473-1543) - heliocentrisme
- Thomas More (c. 1478-1535) - humanista, creador del terme "utopia"
- Martí Luter (c. 1483-1546) - teologia cristiana
- Joan Lluís Vives i March (c.1493-1540) humanista valencià

## 1500-1600
- Petrus Ramus (c. 1515-1572) - humanista, calvinista, contesta l'aristotelisme escolàstic
- Teresa d'Àvila (c. 1515-1582) - mística
- Michel de Montaigne (c. 1533-1592) - humanista, escepticisme
- Giordano Bruno (c. 1548-1600) - defensa l'heliocentrisme
- Francisco Suárez (c. 1548-1617) - escolàstica, escola de Salamanca
- Joan Calví (c. 1509-1564) - teologia cristiana
- Luis de Molina, (1535-1600) - escolàstic, escola de Salamanca, defensa el lliure albir contra el determinisme, ciència mèdia (molinisme)
- Pierre Charron (c. 1541-1603) - escepticisme, panteisme
- Francis Bacon (c. 1561-1626) - empirisme
- Galileu (c. 1564-1642) - heliocentrisme
- Edward Herbert de Cherbury - innatista
- Hugo Grotius (c. 1583-1645) - teòric de la llei natural
- René Descartes (c. 1596-1650) - heliocentrisme, dualisme, racionalisme (cartesianisme)
- Pierre Gassendi (c. 1592-1655) - mecanicisme, empirisme
- Marin Mersenne (c. 1588-1648) - cartesianisme
- Pierre de Fermat (c. 1601-1665) - matemàtic: teoria de la probabilitat i dels nombres
- Robert Filmer (c. 1588-1653) - filosofia política, defensa l'absolutisme
- Thomas Hobbes (c. 1588-1679) - realisme polític, teoria del contracte social, posa les bases del liberalisme

## 1600-1700
- Baltasar Gracián (c. 1601-1658) - Filòsof espanyol
- Antoine Arnauld (c. 1612-1694) - jansenisme
- Henry More (c. 1614-1687) - escola de Cambridge
- Jacques Rohault (c.1617-1672) - cartesià
- Ralph Cudworth (c. 1617-1688) - escola de Cambridge
- Blaise Pascal (c. 1623-1662) - cientista
- Margaret Cavendish (c. 1623-1673) - materialista, feminista, divulgadora de les ciències
- Arnold Geulincx (c. 1624-1669) - cartesià, ocasionalisme
- Pierre Nicole (c. 1625-1695) - jansenisme
- Géraud de Cordemoy (1626-1684) - dualisme
- Robert Boyle (c. 1627-1691) - filosofia natural
- Richard Cumberland (c. 1631-1718) - utilitarisme
- Anne Conway (c. 1631-1679) - escola de Cambridge
- John Locke (c. 1632-1704) - empirista, filosofia política (pare del liberalisme modern)
- Baruch Spinoza (c. 1632-1677) - racionalista
- Samuel von Pufendorf (c. 1632-1694) - teòric del contracte social
- Joseph Glanvill (c. 1636-1680) - escepticisme
- Nicolas Malebranche (c. 1638-1715) - cartesià
- Isaac Newton (c. 1643-1727) - l'Univers es basa en lleis naturals
- Simon Foucher (c. 1644-1696) - escepticisme
- Pierre Bayle (c. 1647-1706) - fideisme
- Gottfried Leibniz (c. 1646-1716) - racionalista, matemàtic
- Giambattista Vico (c. 1668-1744) - anticartesià, noció de verum-factum
- John Toland (c. 1670-1722) - racionalista, filosofia política
- Bernard Mandeville (c. 1670-1733) - filosofia política
- Anthony Ashley Cooper (c. 1671-1713) - idea de religió natural
- Samuel Clarke (c. 1675-1729) - filosofia natural
- Catharine Trotter (c. 1679-1749) - filosofia moral
- Christian Wolff (c. 1679-1754) - determinista, racionalista
- George Berkeley (c. 1685-1753) - idealista (immaterialisme), empirista
- Montesquieu (c. 1689-1755) - escèptic, humanista
- Joseph Butler (c. 1692-1752) - apologeta; critica l'egoisme de les teories de Locke i Hobbes
- Francis Hutcheson (c. 1694-1746) - proto-utilitarista
- Voltaire (c. 1694-1778) - símbol de les idees de la il·lustració (voltairianisme)

## 1700-1750
- John Wesley (c. 1703-1791) - fundador del metodisme
- David Hartley (c. 1705-1757) - psicologia
- Julien Offray de La Mettrie (c. 1709-1751) - materialisme, exaltació del plaer dels sentits
- Thomas Reid (c. 1710-1796)- filosofia del sentit comú (molt influent en el pensament català)
- David Hume (c. 1711-1776) - empirisme, escèptic.
- Jean-Jacques Rousseau (c. 1712-1778) - filosofia política (contracte social)
- Denis Diderot (c. 1713-1784) - Encyclopédie
- Claude-Adrien Helvétius (1715-1771) - materialista
- Étienne Bonnot de Condillac (1715-1780) liberalisme econòmic, sensualisme (tot coneixement depèn dels sentits)
- Jean le Rond d'Alembert (c. 1717-1783) - filosofia natural, escèptic
- Baró d'Holbach (c. 1723-1789) - materialista, ateu
- Adam Smith (c. 1723-1790) - teòric de l'economia, Il·lustració escocesa.
- Richard Price (c. 1723-1791) - liberalisme polític
- Immanuel Kant (c. 1724-1804) - epistemologia; subjecte vs objecte
- G.E. Lessing (c. 1729-1781) - cristianisme de la raó
- Moisès Mendelssohn (c. 1729-1786) - haskalà
- Edmund Burke (c. 1729-1797) - filosofia política, liberal-conservador
- William Paley (c. 1743-1805) - moralista, filosofia política
- Thomas Jefferson (c. 1743-1826) - filosofia política, liberalisme
- Jean-Baptiste Lamarck (c. 1744-1829) - evolucionista primerenc
- Jeremy Bentham (c. 1748-1832) - pare de l'utilitarisme
- Goethe (1749-1832) - erudit, artista i científic, pare del romanticisme alemany

## 1750-1800
- Sylvain Maréchal (c. 1750—1803) - anarcocomunisme, deisme
- Fèlix Amat de Palou i Pont (1750-1824) - jansenista
- Joseph de Maistre (c. 1753-1821) - filosofia política, conservador
- Dugald Stewart (c. 1753-1828) -
- William Godwin (c. 1756-1836) - anarquista, utilitarista
- Mary Wollstonecraft (c. 1759-1797) - feminista
- Friedrich Schiller (c. 1759-1805)
- Comte de Saint-Simon (c. 1760-1825) - socialista
- Johann Gottlieb Fichte (c. 1762-1814)
- Madame de Staël (c. 1766-1817)
- Friedrich Schleiermacher (c. 1768-1834) - hermenèutica
- G.W.F. Hegel (c. 1770-1831) - idealisme absolut
- James Mill (c. 1773-1836) - utilitarista
- Friedrich Schelling (c. 1775-1854) - idealisme absolut
- Karl Christian Friedrich Krause (1781-1832) - metafísic, pare del krausisme
- Bernard Bolzano (c. 1781-1848) - filosofia de la ciència, metafísica, lògica, antimilitarista
- Richard Whately (c. 1787-1863)
- William Stirling Hamilton (c. 1788-1856)
- Arthur Schopenhauer (c. 1788-1860) - pessimisme
- John Austin (c. 1790-1859)
- Charles Babbage (c. 1791-1871)
- William Whewell (c. 1794-1866)
- Sojourner Truth (c. 1797 - 1883)
- Auguste Comte (c. 1798-1857) - pare del positivisme

## 1800-1850
- Ralph Waldo Emerson (c. 1803-1882) - transcendentalista, abolicionista, igualitarista
- Ludwig Feuerbach (c. 1804-1872) - critica la religió i el pensament especulatiu (influencià Marx)
- Augustus De Morgan (c. 1806-1871) - lògica
- John Stuart Mill (c. 1806-1873) - utilitarista
- Ramon Martí i d'Eixalà (1807— 1857) - liberal, sentit comú
- Harriet Taylor Mill (c. 1807-1858). - igualitarista, utilitarista
- P. J. Proudhon (c. 1809-1865) - un dels pares de l'anarquisme
- Charles Darwin (c. 1809-1882) - pare de la teoria de l'evolució de les espècies (darwinisme)
- Jaume Balmes (1810-1848) - apologètic, filosofia política
- Margaret Fuller (c. 1810-1850) - transcendentalista
- Søren Kierkegaard (c. 1813-1855) - existencialisme cristià
- Julián Sanz del Río (1814-1869) - krausista
- Mikhail Bakunin (c. 1814-1876) - anarquista revolucionari
- Elizabeth Cady Stanton (c. 1815-1902) - igualitarista
- Henry David Thoreau (c. 1817-1862) - transcendentalista, pacifista
- Rudolf Hermann Lotze (1817-1881) - pioner de la psicologia científica
- Karl Marx (c. 1818-1883) - socialisme, pare del materialisme històric
- Joaquim Rubió i Ors (1818-1899) - romàntic, catalanista
- Francesc Xavier Llorens i Barba (1820—1872) - teoria del sentit comú
- Friedrich Engels (c. 1820-1895) - igualitarista, pare del materialisme dialèctic
- Herbert Spencer (c. 1820-1903) - nativisme, llibertarista, darwinisme social
- Susan B. Anthony (c. 1820-1906) - feminista
- Wilhelm Dilthey (c. 1833-1911) - ciències socials; mètode comprensiu vs mètode científic
- John Venn (c. 1834-1923) - lògica
- Richard Dedekind (c. 1831-1916) - matemàtica pura
- Edward Caird (c. 1835-1908) - idealista
- T.H. Green (c. 1836-1882) - idealista
- Henry Sidgwick (c. 1838-1900) - racionalisme, utilitarisme.
- Ernst Mach (c. 1838-1916) - filosofia de la ciència, influencià la lògica positivista
- Franz Brentano (c. 1838-1917) - fenomenologia
- Charles Sanders Peirce (c. 1839-1914) - pragmatisme
- William James (c. 1842-1910) - pragmatisme
- Friedrich Nietzsche (c. 1844-1900) - filosofia natural, influencià l'existencialisme
- William Kingdon Clifford (c. 1845-1879) - idealista, monista
- Jacint Verdaguer (1845 - 1902) - romàntic, catalanisme cristià
- Francis Herbert Bradley (c. 1846-1924) - matemàtic, monista
- Vilfredo Pareto (c. 1848-1923) - filosofia social
- Bernard Bosanquet (c. 1848-1923) - idealista
- Gottlob Frege (c. 1848-1925) - filosofia analítica

## 1850-1900
- Adolf Von Harnack (1851-1930) - teologia racionalista
- Hans Vaihinger (c. 1852-1933) - ficcionalisme
- Alexius Meinong (c. 1853-1920) - ontologia
- Henri Poincaré (c. 1854-1912) - cosmologia; dinàmica caòtica
- Josiah Royce (c. 1855-1916) - idealista
- Sigmund Freud (c. 1856-1939) - pare de la psicologia moderna
- Ferdinand de Saussure (c. 1857-1913) - pare de la semiòtica
- Thorstein Veblen (c. 1857-1929) - filosofia social
- Émile Durkheim (c. 1858 - 1917) - filosofia social
- Giuseppe Peano (c. 1858-1932) - lògica matemàtica
- Samuel Alexander (c. 1859-1938) - Perceptual realist.
- Edmund Husserl (c. 1859-1938) - pare de la fenomenologia
- Henri Bergson (c. 1859-1941)
- John Dewey (c. 1859-1952) - pragmatisme
- Jane Addams (c. 1860-1935) - pragmatisme
- Pierre Duhem (c. 1861-1916)
- Rudolf Steiner (c. 1861 - 1925) - pare de l'antroposofia
- Alfred North Whitehead (c. 1861-1947) - lògica
- George Herbert Mead (c. 1863-1931) - pragmatisme, pare de l'interaccionisme simbòlic
- George Santayana (c. 1863-1952) - pragmatisme, naturalista; autor d'aforismes
- Max Weber (c. 1864-1920)- filosofia social
- Miguel de Unamuno (c. 1864-1936) - predecessor de l'existencialisme
- J. M. E. McTaggart (c. 1866-1925) - idealista
- Benedetto Croce (c. 1866-1952)
- Emma Goldman (c. 1869-1940) - anarquista
- Rosa Luxemburg (c. 1870-1919) - marxista
- Harold Arthur Prichard (c. 1871-1947) - problemes de moral
- Bertrand Russell (c. 1872-1970) - filosofia analítica, influència major en el pensament occidental
- Alexis Carrel (1873-1944) - prona enfortir les qualitats biològiques de l'home en decadència; eugenèsia
- George Edward Moore (c. 1873-1958) - teòric del sentit comú, paradoxa de Moore
- Arthur Oncken Lovejoy (c. 1873-1962)
- Max Scheler (1874-1928) - filosofia social i cristiana
- Ernst Cassirer (c. 1874-1945)
- Nikolai Berdyaev (c. 1874-1948) - existencialista
- Giovanni Gentile (c. 1875-1944) - idealista i filòsof feixista
- Carl Jung (c. 1875-1961)- pare de la psicologia analítica.
- Ralph Barton Perry (c. 1876-1957)
- William David Ross (c. 1877-1971) - deontologista
- Martin Buber (c. 1878-1965) - existencialista
- Eugeni d'Ors (1881-1954) - teòric del Noucentisme, franquista
- Pierre Teilhard de Chardin (c. 1881-1955) - evolucionisme cristià
- Hans Kelsen (c. 1881-1973) - filosofia del Dret
- Moritz Schlick (c. 1882-1936) - fundador del Cercle de Viena, positivisme lògic
- Otto Neurath (c. 1882-1945) - Cercle de Viena
- Nicolai Hartmann (c. 1882-1950) - ontologia; propietat emergent
- Jacques Maritain (c. 1882-1973) - teòric dels drets humans
- Francesc Pujols  (c.1882-1962) - Filòsof català
- José Ortega y Gasset (c. 1883-1955) - filosofia de la història
- C.I. Lewis (c. 1883-1964)
- Gaston Bachelard (c. 1884-1962) - estètica, filosofia de la ciència
- Georg Lukács (c. 1885-1971) - marxista
- Manuel García Morente (1886 - 1942) - tomista, conservador
- Adolf Hitler (c. 1886-1945) - nacionalsocialisme
- Walter Terence Stace (c. 1886-1967)
- Karl Barth (c. 1886-1968) - teologia dialèctica, antinazi
- Charlie Dunbar Broad (c. 1887-1971)
- Ludwig Wittgenstein (c. 1889-1951) - filosofia analítica
- Gabriel Marcel (c. 1889-1973) - existencialisme cristià
- Martin Heidegger (c. 1889-1976) - pare de la fenomenologia
- Antonio Gramsci (c. 1891-1937) - marxista
- Rudolf Carnap (c. 1891-1970)- Cercle de Viena
- Brand Blanshard (c. 1892-1987)
- Roman Ingarden (c. 1893-1970) - fenomenologista
- Susanne Langer (c. 1895-1985)
- Joan Crexells i Vallhonrat (1896-1926) - seguidor de Bertrand Russell, traductor de Plató al català
- Friedrich Waismann (c. 1896-1959) - Cercle de Viena
- Xavier Zubiri  (c.1898-1983)
- Herbert Marcuse (1898-1979) - escola de Frankfurt
- Henry Habberley Price (c. 1899-1984)

## 1900-1950
- José Gaos (c. 1900-1969) - sobre el sentit de la filosofia
- Gilbert Ryle (c. 1900-1976)
- Alfred Tarski (c. 1901-1983)
- Ernest Nagel (c. 1901-1985)
- Karl Popper (c. 1902-1994)
- Mortimer Adler (c. 1902-2001)
- Frank Ramsey (c. 1903-1930) - lògica
- Theodor Adorno (c. 1903-1969) - escola de Frankfurt
- Ernest Addison Moody (c. 1903-1975)
- Luis Recasens Siches (1903-1977) - neokantià, filosofia política
- María Zambrano (1904 - 1991) - la filosofia posa la qüestió, la poesia respon
- Jean-Paul Sartre (c. 1905-1980) - pare de l'existencialisme
- Karl Jaspers (c. 1905-1982) - existencialista
- Ayn Rand (c. 1905-1982) - mare de l'objectivisme
- Kurt Gödel (c. 1906-1978) - Cercle de Viena
- Herbert Lionel Adolphus Hart (c. 1907-1992) - filosofia política
- Charles Leslie Stevenson (c. 1908-1979)
- Simone de Beauvoir (c. 1908-1986) - existencialista, feminista
- Willard van Orman Quine (c. 1908-2000)
- Simone Weil (c. 1909-1943) - pacifista i mística
- José Luis López-Aranguren Jiménez (1909-1996) - ètica; societat humanista vs societat mecanicista
- Alfred Jules Ayer (c. 1910-1989)
- John Langshaw Austin (1911 - 1960)
- Alan Turing (c. 1912-1954)
- Josep Ferrater Mora (1912-1991)
- Albert Camus (c. 1913-1960)
- John Leslie Mackie (1917-1981)
- Donald Davidson (1917 - 2003)
- Raimon Panikkar i Alemany (1918-2010) - unió entre Orient-Occident i teologia-filosofia
- Peter Frederick Strawson (1919-2006)
- Richard Mervyn Hare (1919-2002)
- John Rawls (1921-2002)
- Frantz Fanon (c. 1925-1961)
- Manuel Sacristán (1925-1985)
- Michel Foucault (1926-1984)
- José María Valverde (1926-1996)
- Hilary Putnam (1926).
- David Malet Armstrong (1926).
- Emilio Lledó ((1927)
- John Howard Yoder (c. 1927-1997)
- Noam Chomsky (b. 1928).
- Alasdair MacIntyre (1929)
- Jürgen Habermas (1929)
- Jacques Derrida (1930-2004)
- Richard Rorty (1931-2007).
- Lluís Maria Xirinacs (1932-2007) - pacifista, antifranquista, catalanista
- John Searle (1932).
- Jerry Fodor (1935).
- Thomas Nagel (1937).
- Robert Nozick (1938-2002)
- Xavier Rubert de Ventós (1939)
- Saul Kripke (1940).
- David Kellogg Lewis (1941-2001)
- Joxe Azurmendi (1941)
- Victòria Camps i Cervera (1941)
- Gayatri Chakravorty Spivak (1942)
- Eugenio Trías (1942)
- Slavoj Žižek (1949)
- Josep Ramoneda i Molins (1949) - marxista, antifranquista
- Miguel Morey (1950)
- Norbert Bilbeny i García (1953)
- Gonçal Mayos Solsona (1957)
- Francesc Torralba (1967)
- José Vicente Mestre (1967)